# Metropolitana di Milano
La metropolitana di Milano è una rete di cinque linee di metropolitana a servizio della città di Milano e in parte del suo circondario, asse portante della sua rete di trasporto pubblico locale.
Le prime tre linee costruite sono di tipo tradizionale, le altre due sono metropolitane leggere. Le linee sono identificate con numeri e colori diversi, per una lunghezza totale di poco meno di 112 km. La prima linea, la M1 (linea rossa), fu inaugurata nel 1964, la seconda, la M2 (linea verde), nel 1969, la terza, la M3 (linea gialla), nel 1990, la quarta, la M5 (linea lilla), nel 2013, e la quinta, la M4 (linea blu), nel 2022. È in costruzione una nuova tratta da Sesto FS a Monza Bettola della M1 (1,9 km). Sono in fase di progetto un prolungamento della M5 verso Monza, passando per la futura fermata di Monza Bettola; un ulteriore prolungamento a sud-ovest della M1, dall'attuale capolinea di Bisceglie al quartiere di Baggio; il prolungamento della M4 verso nord-est fino al comune di Segrate e verso sud-ovest fino al comune di Buccinasco. È alla fase di studio la progettazione di una sesta linea, la M6 (linea rosa). La rete è gestita dall'Azienda Trasporti Milanesi (ATM) e comprende in totale 134 stazioni, delle quali 116 sono sotterranee.
Il progetto architettonico, realizzato da Franco Albini e Franca Helg, e la segnaletica, progettata da Bob Noorda, ricevettero nel 1964 il premio Compasso d'oro. La rete metropolitana milanese è stata la seconda a essere inaugurata dopo quella di Roma ed è la più estesa d'Italia, seguita da quella di Roma e quella di Napoli. All'interno dell'Unione europea è la quinta rete per estensione chilometrica.

## Rete
La rete metropolitana si compone attualmente di cinque linee:
| Linea  | Inizio                 | Fine                                            | Apertura | Ultima estens. | Tracciato | Stazioni | Tipologia    | Lungh. banchine | Passeggeri anno 2023 | Tempo di percorrenza                                   | Numero treni | Velocità max | Velocità commerciale (media)                             |
| ------ | ---------------------- | ----------------------------------------------- | -------- | -------------- | --------- | -------- | ------------ | --------------- | -------------------- | ------------------------------------------------------ | ------------ | ------------ | -------------------------------------------------------- |
|        | Sesto 1º Maggio FS     | Rho Fieramilano / Bisceglie                     | 1964     | 2005           | 26,7 km   | 38       | tradizionale | 110 m           | 120 332 482          | 44 min (Sesto-Rho) 37 min (Sesto-Bisceglie)            | 67           | 85 km/h      | 28 km/h (Sesto-Rho) 27 km/h (Sesto-Bisceglie)            |
|        | Gessate / Cologno Nord | Piazza Abbiategrasso / Assago Milanofiori Forum | 1969     | 2011           | 39,9 km   | 35       | tradizionale | 110/120m        | 100 804 932          | 45 min (Cologno-Assago) 57 min (Gessate-Abbiategrasso) | 61           | 70 km/h      | 29 km/h (Cologno-Assago) 31 km/h (Gessate-Abbiategrasso) |
|        | Comasina               | San Donato                                      | 1990     | 2011           | 17,3 km   | 21       | tradizionale | 110m            | 76 700 752           | 31 min                                                 | 29           | 80 km/h      | 35 km/h                                                  |
|        | Linate Aeroporto       | San Cristoforo                                  | 2022     | 2024           | 15 km     | 21       | leggera      | 50 m            | 4 579 734            | 28 min                                                 | 47           | 80 km/h      | 33 km/h                                                  |
|        | Bignami                | San Siro Stadio                                 | 2013     | 2015           | 12,9 km   | 19       | leggera      | 50 m            | 28 909 303           | 26 min                                                 | 21           | 80 km/h      | 29 km/h                                                  |
| Totale | Totale                 | Totale                                          | Totale   | Totale         | 111,8 km  | 134      |              |                 | 331 327 203          |                                                        | 225          |              |                                                          |

La mappa integrata della rete metropolitana e delle linee ferroviarie suburbane di Milano.

A ottobre 2024 l'estensione della rete risultava pari a 111,8 km; approssimativamente 90 km di rete si snodano attraverso il territorio comunale di Milano, mentre i restanti 21 raggiungono i comuni della sua area metropolitana. Circa 86 km di rete sono sotterranei, i restanti sono sopraelevati, in trincea o a raso. Il numero totale delle stazioni è 134, di cui 19 extraurbane (Linate Aeroporto, nonostante si trovi oltre i confini comunali di Milano, è considerata una stazione urbana ai fini tariffari).
Le linee sono chiamate comunemente con i colori che le identificano: rossa (M1), verde (M2), gialla (M3), blu (M4) e lilla (M5). Il colore caratteristico di ogni linea è utilizzato nelle mappe, nella livrea dei treni e nell'arredo delle stazioni.

## Storia

### Prodromi
La progettazione e costruzione di una rete di linee metropolitane per la città di Milano è un tema che, fino al secondo dopoguerra, compare ciclicamente nella storia del capoluogo meneghino, sotto forma di volontà politiche da un lato e di ipotesi e progetti da parte di tecnici e finanzieri dall'altro.
La prima ipotesi in merito risale addirittura al 1857, quando l'ingegner Carlo Mira, esperto di trasporti, suggerisce di deviare le acque del Naviglio della Martesana e di utilizzarne l'alveo, opportunamente ribassato, come sede di una ippovia che corra in sede separata. Per avere una prima proposta concreta bisogna però aspettare l'inizio del Novecento, quando l'ingegner Baldassarre Borioli presenta un progetto di sistemazione del nodo ferroviario milanese. Il progetto prevedeva una linea ferroviaria di cintura distante circa 9 km del centro cittadino, dotata di 8 stazioni. Queste sarebbero state servite da altrettante linee metropolitane, disposte a raggiera e aventi origine comune in piazza del Duomo. Una nona linea circolare avrebbe collegato tutte le linee.
Negli stessi anni (1905) anche gli ingegneri Leopoldo Candiani e Carlo Castiglioni ipotizzano una linea sotterranea che congiunga Porta Vittoria a Porta Magenta transitando per piazza Duomo: il progetto prevede la costruzione di una nuova stazione ferroviaria dove si sarebbe tenuta l’Esposizione Universale l’anno seguente.
I primi progetti concreti per una linea metropolitana a Milano sono invece datati al 1912, con la presentazione a opera dell'ingegner Evaristo Stefini del proprio progetto di una ferrovia sotterranea che avrebbe dovuto congiungere Milano con Monza, nonché del progetto dell'architetto Carlo Broggi per una linea che congiungesse Loreto a San Cristoforo e di quello dell'ingegner Minorini, che prevedeva la sistemazione della rete tranviaria sotto il livello stradale. Il Comune di Milano promosse una manifestazione di interesse volta alla presentazione di proposte effettive per la realizzazione e la successiva gestione della metropolitana; il limite massimo per la presentazione delle istanze venne fissato per il marzo 1913. Tre furono quelle scelte, presentate rispettivamente dal gruppo Società Edison, Siemens e Halske e AEG di Berlino, dal francese Groupe d'etudes Chemin de Fer Métropolitan de Milan e dagli italiani Candiani e Castiglioni. Nel 1914 tuttavia la commissione giudicatrice decise che nessuno dei tre progetti rispondeva alle esigenze della città, concludendo che l'unica eventuale linea di possibile attuazione era quella che avrebbe congiunto la stazione Centrale alla stazione Cadorna Nord, passando per piazza Duomo. Lo scoppio della prima guerra mondiale chiuse definitivamente la breve parentesi.
Nel 1923 la società Edison presentò nuovamente al comune di Milano un'offerta per la costruzione di una metropolitana, in cambio del ri-affidamento dei servizi tranviari (che la stessa società aveva gestito fino al 1917, anno in cui avvenne la municipalizzazione). Questa condizione portò il comune a rifiutare la proposta.
L'idea ritornò nel 1926, senza trovare il favore dei gruppi finanziari e tecnici, in quanto il capitolato proposto dal comune fu ritenuto troppo oneroso.
Si trova nuovamente traccia della questione metropolitana nel Nuovo Piano Regolatore approvato il 28 luglio 1933.
Nel 1938 è proceduta la pianificazione per un sistema di sette linee, interrotta, assieme ad altri progetti successivi (1940 e 1941), dopo l'inizio della seconda guerra mondiale e a causa della mancanza di fondi.
Nel 1942 fu presentato un nuovo progetto ufficiale per una rete metropolitana: si trattava di una rete di quattro linee radiali e una circolare. La progettazione della metropolitana milanese e la costruzione di quella romana proseguirono fino ai primi mesi del 1942, ma con l’intensificarsi del conflitto e l’inizio dell’occupazione nazista i lavori furono accantonati.

### Il secondo dopoguerra e le prime realizzazioni

Il progetto della rete così come presentato nel 1952

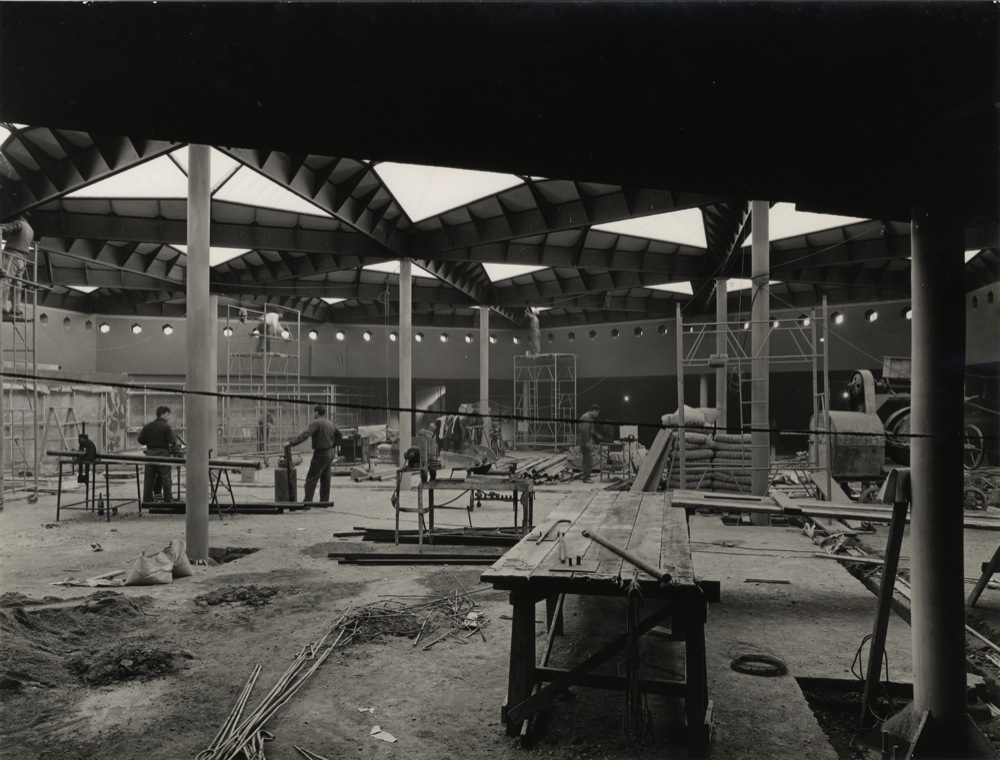
La stazione Amendola, della linea M1, in costruzione

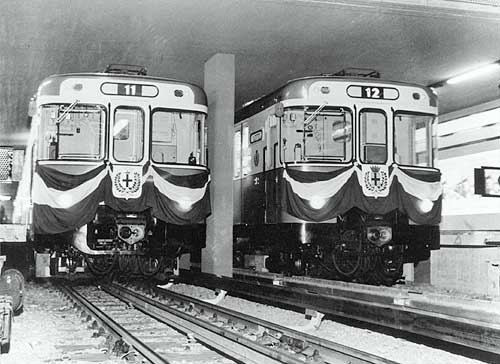
Inaugurazione della M1 nel 1964

Nel 1949 l'Ingegnere e assessore ai lavori pubblici del comune di Milano Agostino Giambelli sviluppò e presentò il primo programma per la realizzazione di una metropolitana. Sulla base di questo programma iniziale, il 3 luglio 1952 l'amministrazione comunale, di cui fino al 1961 Giambelli fu assessore ai lavori pubblici e responsabile del programma, deliberò per un progetto, assegnato all'ingegner Amerigo Belloni, di un sistema metropolitano formato da quattro linee. Il 6 ottobre 1955 venne creata una nuova società, Metropolitana Milanese, per gestire la costruzione della nuova infrastruttura. Il progetto era stato finanziato con 500 milioni di lire dal Comune e il resto da un prestito da parte dei cittadini, che accorsero entusiasti. Delle linee che compaiono in questo progetto, solamente la linea M1 sarà poi realizzata esattamente come previsto nel piano del 1952. Il primo cantiere della linea M1, appaltato il 24 aprile 1957, fu aperto in viale Monte Rosa il 4 maggio successivo.
Le stazioni della nuova linea furono disegnate dallo studio di architettura di Franco Albini e Franca Helg, mentre Bob Noorda progettò la segnaletica. Per il progetto di segnaletica e allestimento della metropolitana milanese sia Albini-Helg sia Noorda nel 1964 vinsero il premio Compasso d'oro.
Il primo collaudo del tracciato viene effettuato con una vettura tranviaria il 14 agosto del 1962. La prima vettura (matricola 101) della metropolitana entrò in galleria il 10 dicembre dello stesso anno dallo scivolo provvisorio installato davanti al Castello Sforzesco. Il 10 agosto del 1964 ebbero inizio le corse prova, necessarie per l'apertura della linea al pubblico esercizio.

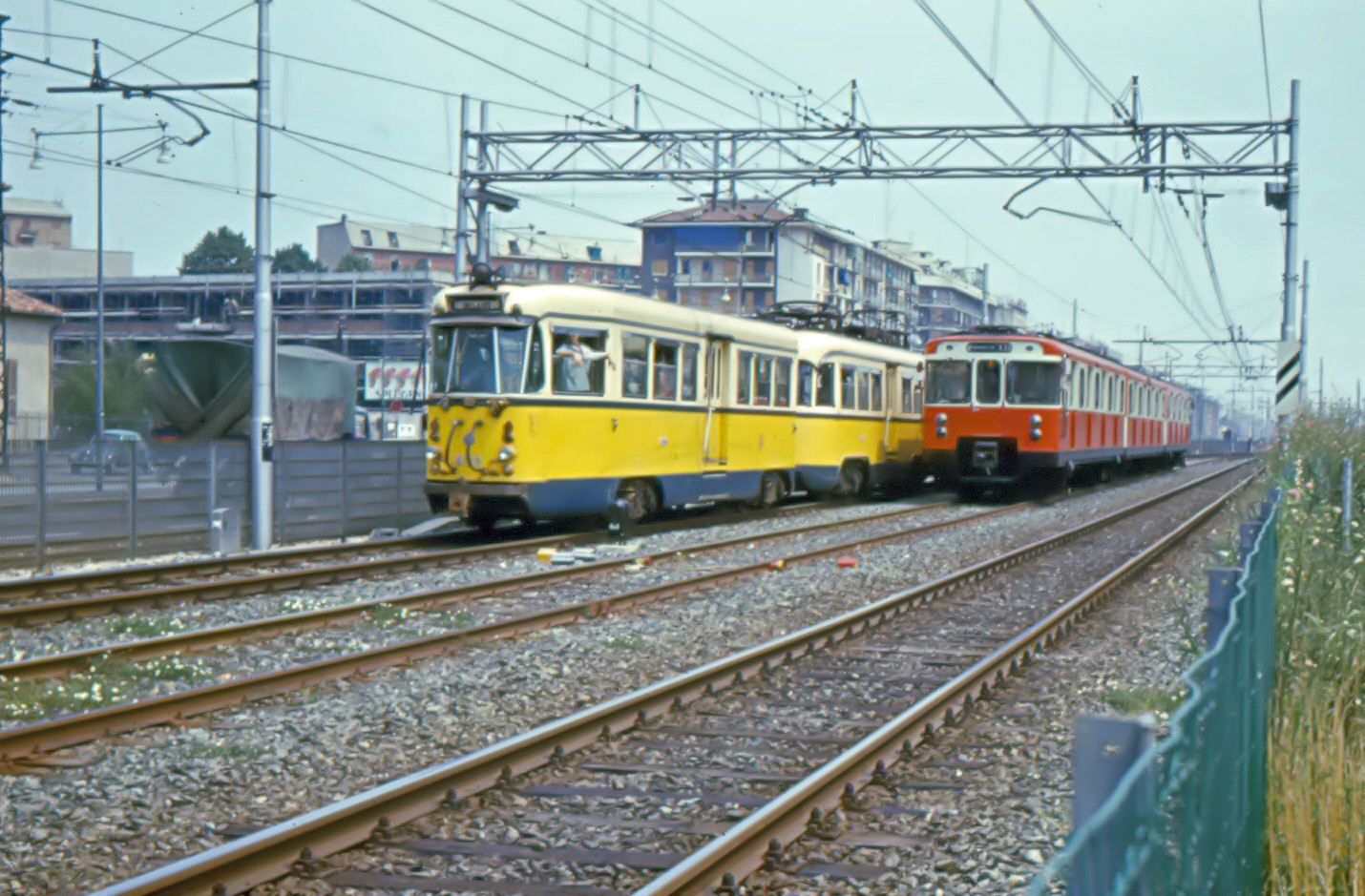
1969, trasformazione da tranvia a metropolitana: a sinistra un tram delle linee celeri dell'Adda, a destra un convoglio della M1 provvisoriamente usato sulla M2, in Via Palmanova

La prima sezione da Lotto a Sesto Marelli, composta da 21 stazioni, venne attivata il 1º novembre 1964, dopo 7 anni di lavori. Due convogli, ornati con bandiere tricolore, partirono alle 10.41 e arrivarono al capolinea di Sesto Marelli alle 11.15, accolti dalle note dell'inno nazionale e della Marcia Trionfale tratta dall’Aida di Giuseppe Verdi. Alla cerimonia di inaugurazione erano presenti le massime autorità cittadine, vari ministri e i presidenti delle metropolitane di Londra, Parigi, Mosca, New York e Berlino. La linea si estendeva per 12,5 km di lunghezza, la distanza media tra le stazioni era di 590 m, l’intero tragitto era percorribile in 27 minuti e presentava l'importante interscambio con la stazione ferroviaria di Cadorna.
Nello stesso anno, nel mese di aprile, erano cominciati i lavori per la seconda linea. I passeggeri sulla rete crebbero costantemente nei primi anni di servizio, passando da 37 092 315 nel 1965 a 61 937 192 nel 1969. Nel 1966 viene inaugurata la diramazione della linea M1 da Pagano a Gambara, con le due stazioni intermedie di Wagner e De Angeli.
Il 27 settembre 1969 entrò in servizio la linea M2 nella prima tratta da Caiazzo a Cascina Gobba, composta da 7 stazioni, tra cui quella di Loreto, punto di incrocio con la linea M1, e quella di Lambrate FS, importante interscambio con la stazione ferroviaria di Lambrate. Inizialmente, non essendo stati ancora consegnati i convogli ordinati appositamente, la linea M2 venne alimentata alla tensione di 750 V, la stessa della linea M1, e vi furono utilizzati dei treni della linea M1 riadattati.

### Gli anni 1970-1980 e i prolungamenti delle prime due linee

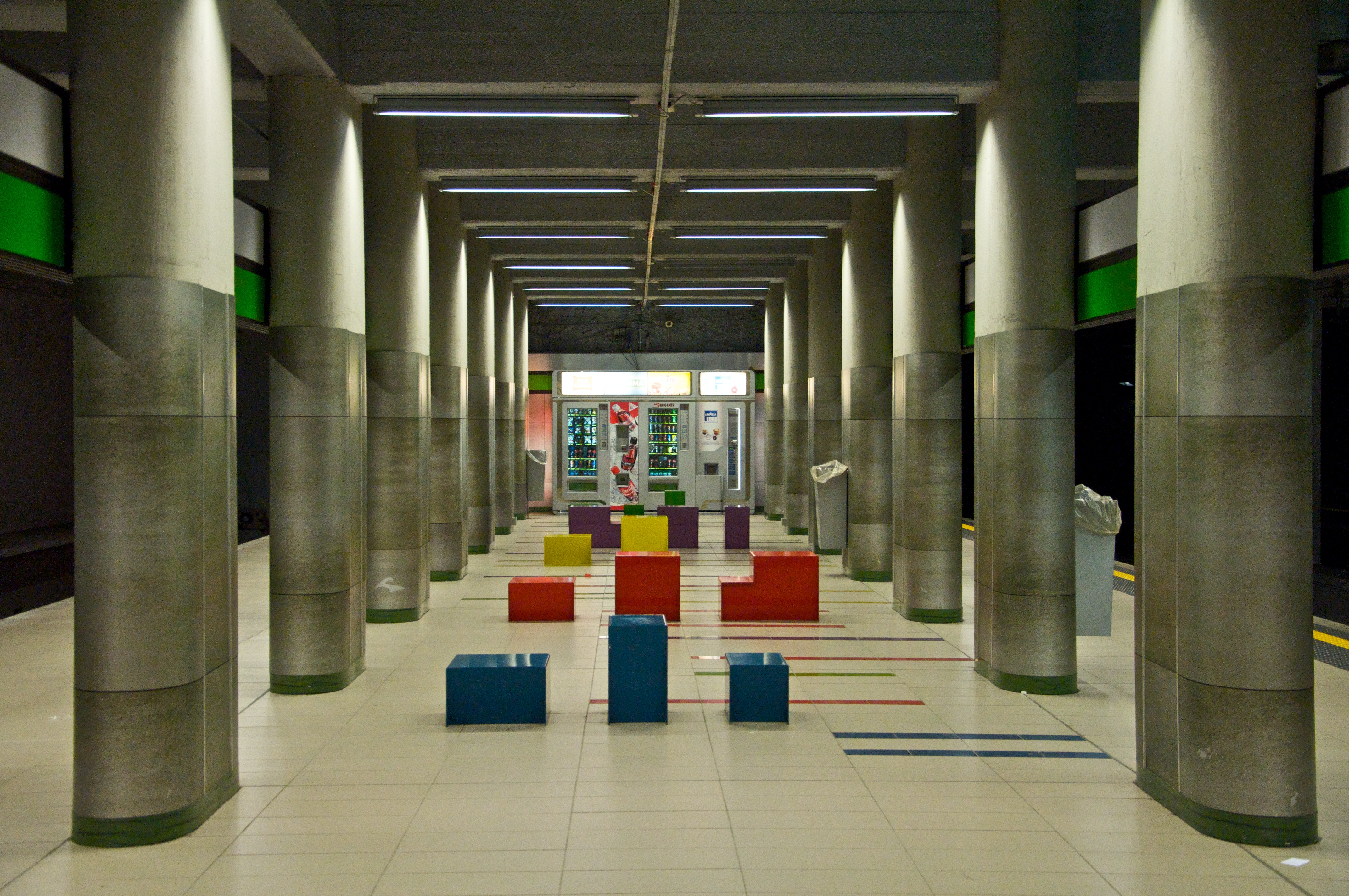
Banchina d'attesa della stazione di Garibaldi FS, linea M2

Nel 1970 fu inaugurata sulla linea M2 la stazione Centrale FS, importante interscambio con la stazione ferroviaria omonima, come capolinea del prolungamento (senza stazioni intermedie) proveniente da Caiazzo, che sarebbe stato esteso l'anno successivo fino alle stazioni di Gioia e di Garibaldi FS, quest'ultima anch'essa collegata all'omonimo scalo ferroviario.
L'8 novembre 1971 entrarono in servizio i treni acquistati appositamente per la linea 2, pertanto su tale linea la tensione di alimentazione venne elevata a 1200 V e cessò l'utilizzo su questa linea dei treni della linea 1. Il 4 dicembre 1972 venne inglobata nella linea M2 la tratta Gobba-Gorgonzola delle linee celeri dell'Adda, e tale integrazione consentì di aumentare la tensione di alimentazione al valore definitivo di 1500 V; le 8 fermate di questo prolungamento, il più consistente fino a oggi nella storia della metropolitana, si trovano tutte fuori dai confini comunali di Milano.

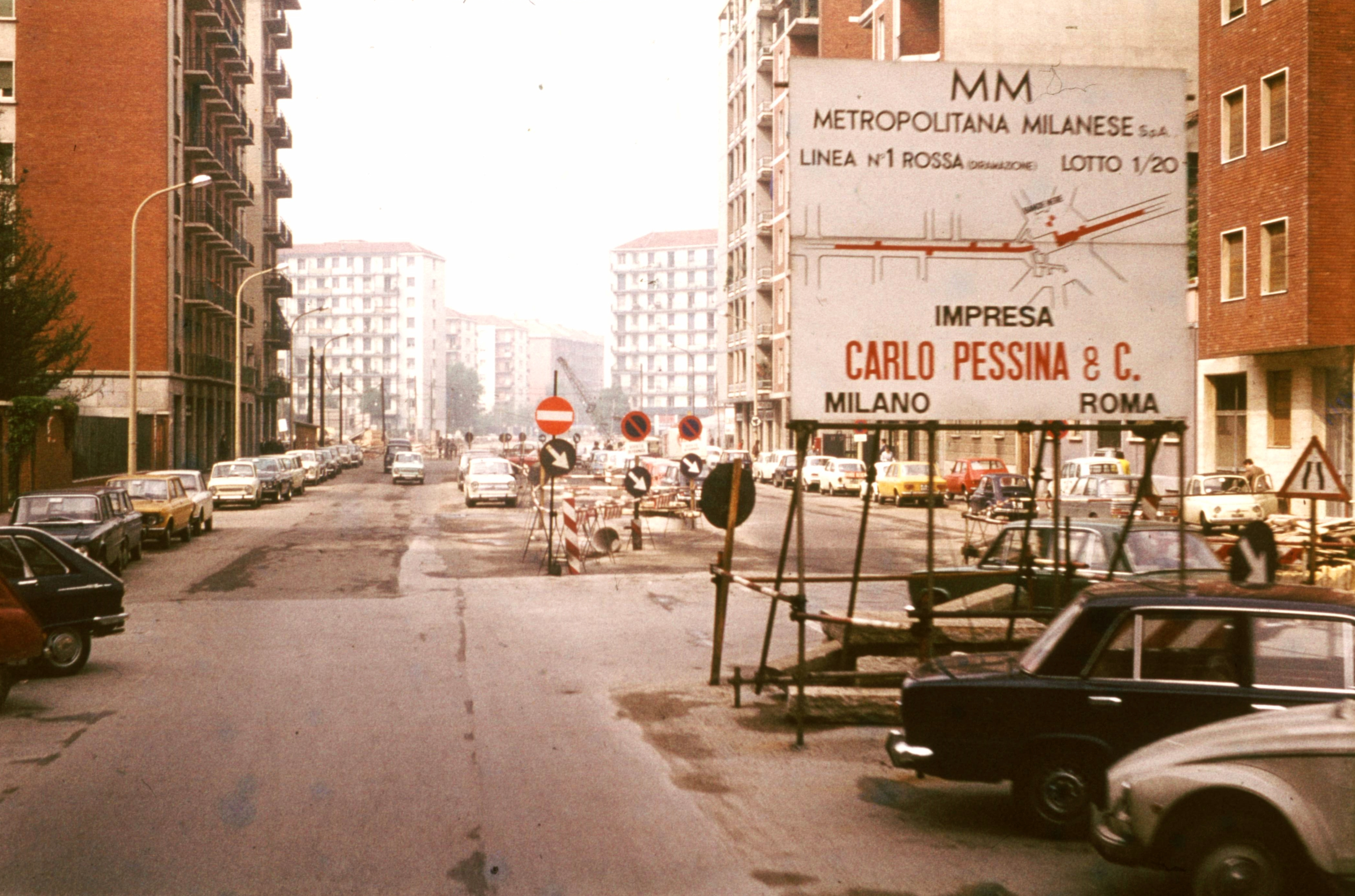
Costruzione della linea M1 (anche detta "rossa"), 1972 (Archivio FORTEPAN).

Nel 1975 fu prolungata la linea M1: i nuovi capolinea delle diramazioni furono QT8 (immediatamente successiva a Lotto) e Inganni (separata da Gambara dalle due stazioni intermedie Bande Nere e Primaticcio).
Sempre per collegare le maggiori stazioni ferroviarie, nel 1978 la linea M2 venne prolungata fino a Cadorna FN, con le due stazioni intermedie di Lanza e Moscova, ottenendo un secondo interscambio con la linea M1. A questo punto le due linee rossa e verde erano lunghe rispettivamente 17,6 e 23 km, con 28 e 22 stazioni ciascuna.
Nel 1980 la linea M1 fu prolungata da QT8 a San Leonardo con tre stazioni intermedie. L'anno successivo venne attivata la diramazione della linea M2 per Cologno Monzese, con le tre stazioni di Cologno Sud, Cologno Centro e Cologno Nord, che nei progetti iniziali erano denominate rispettivamente Metallino, Cologno e Bettolino.
Il 26 aprile 1982 ebbe luogo un attentato incendiario che distrusse la stazione di Sesto Marelli, che rimase chiusa per cinque mesi per essere completamente ristrutturata e messa in sicurezza.
La verde ottenne un'altra interconnessione con le ferrovie statali presso la stazione di Porta Genova nel 1983, con l'apertura del prolungamento da Cadorna comprendente le due stazioni intermedie di Sant'Ambrogio e Sant'Agostino; nel 1985 vennero aperte, sempre sulla M2, la nuova stazione capolinea di Romolo a sud e la tratta Gorgonzola-Gessate, con una sola stazione intermedia (Cascina Antonietta) a nord.
Nel 1986 la linea rossa si arricchì da un lato della fermata di Sesto Rondò e del nuovo capolinea di Sesto 1º Maggio FS, dall'altro della fermata di Molino Dorino, che sostituì San Leonardo come capolinea della diramazione. Il 2 marzo 1988 si sviluppò a Loreto un incendio al carrello della motrice posteriore di un convoglio della M1 fuori servizio destinato al deposito per un controllo. Il 25 giugno successivo scoppiò un altro incendio, sempre sulla M1, fra Duomo e San Babila, dall'impianto frenante di un convoglio.

### Gli anni 1990-2000 e la M3

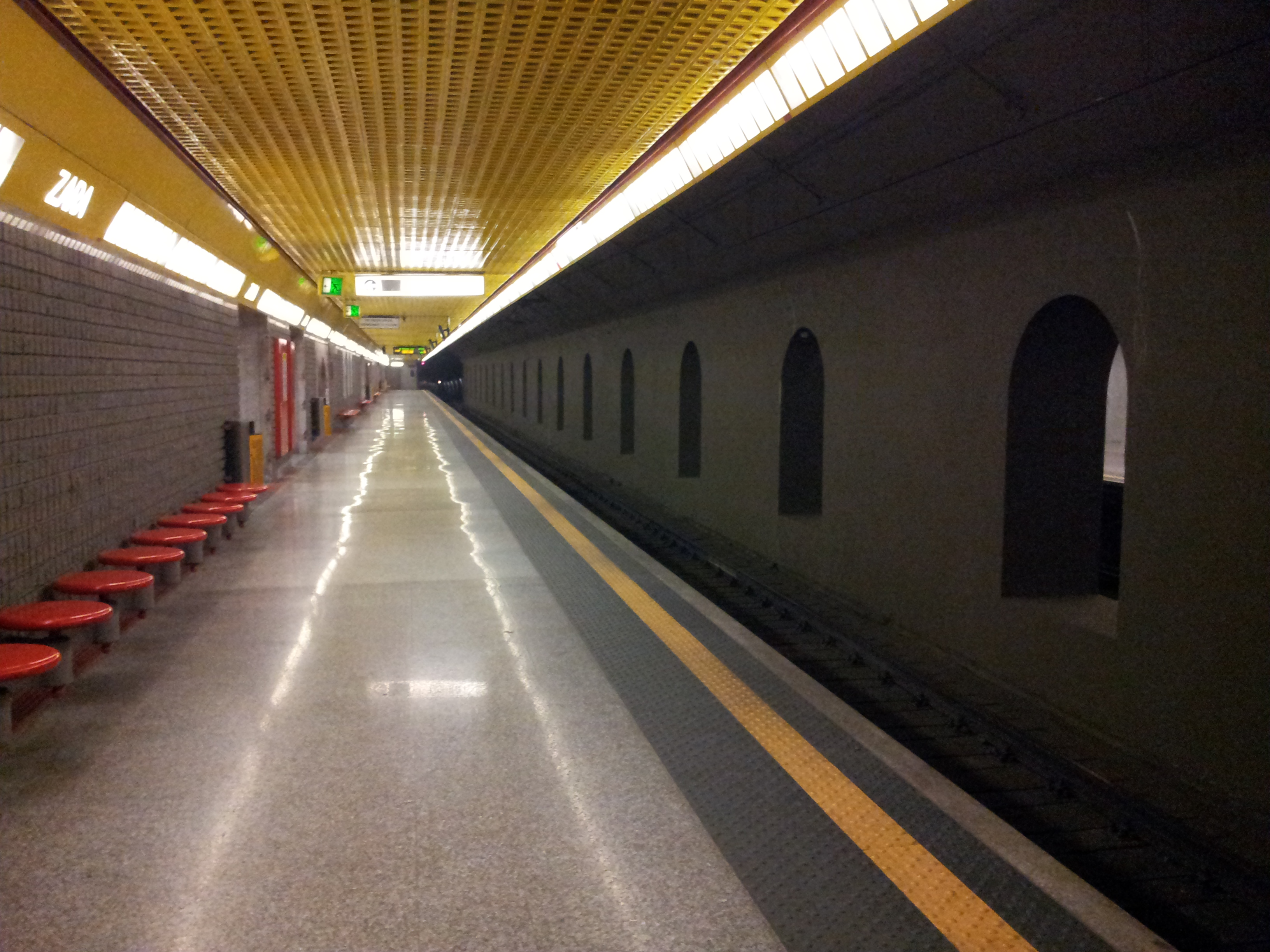
La stazione di Zara, linea M3

Il primo lotto della terza linea (Centrale FS - Duomo), con 5 stazioni, è stato inaugurato il 3 maggio 1990 dopo quasi 9 anni di lavori di costruzione (partiti l'8 settembre 1981); la linea è stata aperta poco prima dei mondiali di calcio disputati in Italia. Il 16 dicembre dello stesso anno la linea raggiunge la fermata di Porta Romana. Nel 1991 vengono aperte sulla linea 3 altre sei stazioni a sud-est, fino a San Donato, tra le quali vi è la stazione di Rogoredo FS, che consente l'interscambio con la stazione ferroviaria omonima, e una stazione a nord-ovest (Sondrio).
Dal 21 marzo 1992 sulla linea M1 il capolinea di Bisceglie sostituisce il precedente di Inganni. Nel 1994 apre il nuovo capolinea meridionale di Famagosta sulla linea M2, che sostituisce Romolo, e l'anno seguente viene inaugurata Zara, nuovo capolinea settentrionale della linea M3. In questi anni l'amministrazione comunale del sindaco Marco Formentini decide di non proseguire nello sviluppo di nuove tratte metropolitane e di realizzare invece delle metrotranvie, ovvero delle linee tramviarie veloci di superficie con tratti in sede riservata; il progetto suscita molte perplessità ma, anche per non perdere i finanziamenti già stanziati, viene comunque portato a compimento dalla successiva giunta, guidata dal sindaco Gabriele Albertini, il quale invece rilancia l'ampliamento della rete metropolitana.
Dal 21 dicembre 1997 le fermate Porta Venezia della M1, Repubblica della M3 e Garibaldi FS della M2 diventano importanti punti di interscambio con il passante ferroviario.
Nel 2003 viene inaugurata la stazione di Maciachini, che sostituisce Zara come capolinea settentrionale della linea M3 e offre un importante interscambio con i servizi di superficie.
Nel marzo 2005 la linea M2 è stata prolungata da Famagosta alla stazione di Piazza Abbiategrasso (a sud) e la linea M1 è stata prolungata da Molino Dorino al nuovo capolinea di Rho Fieramilano, allo scopo di servire il nuovo importante polo fieristico del capoluogo lombardo, inaugurato nel successivo autunno. Nel dicembre 2005 è stata attivata la stazione di Pero, intermedia tra Molino Dorino e Rho Fieramilano.
Nel contesto del Progetto Rinnovo Stazioni di ATM, attuato solo in parte, nel 2008 sono state ristrutturate le stazioni Loreto e Garibaldi FS. A luglio di quell'anno, le stazioni Caiazzo e Amendola sono state sottoposte dalla Soprintendenza per i beni architettonici e paesaggistici a vincolo monumentale, quale esempi di architettura e design contemporaneo.

### Gli anni 2010 e la M5

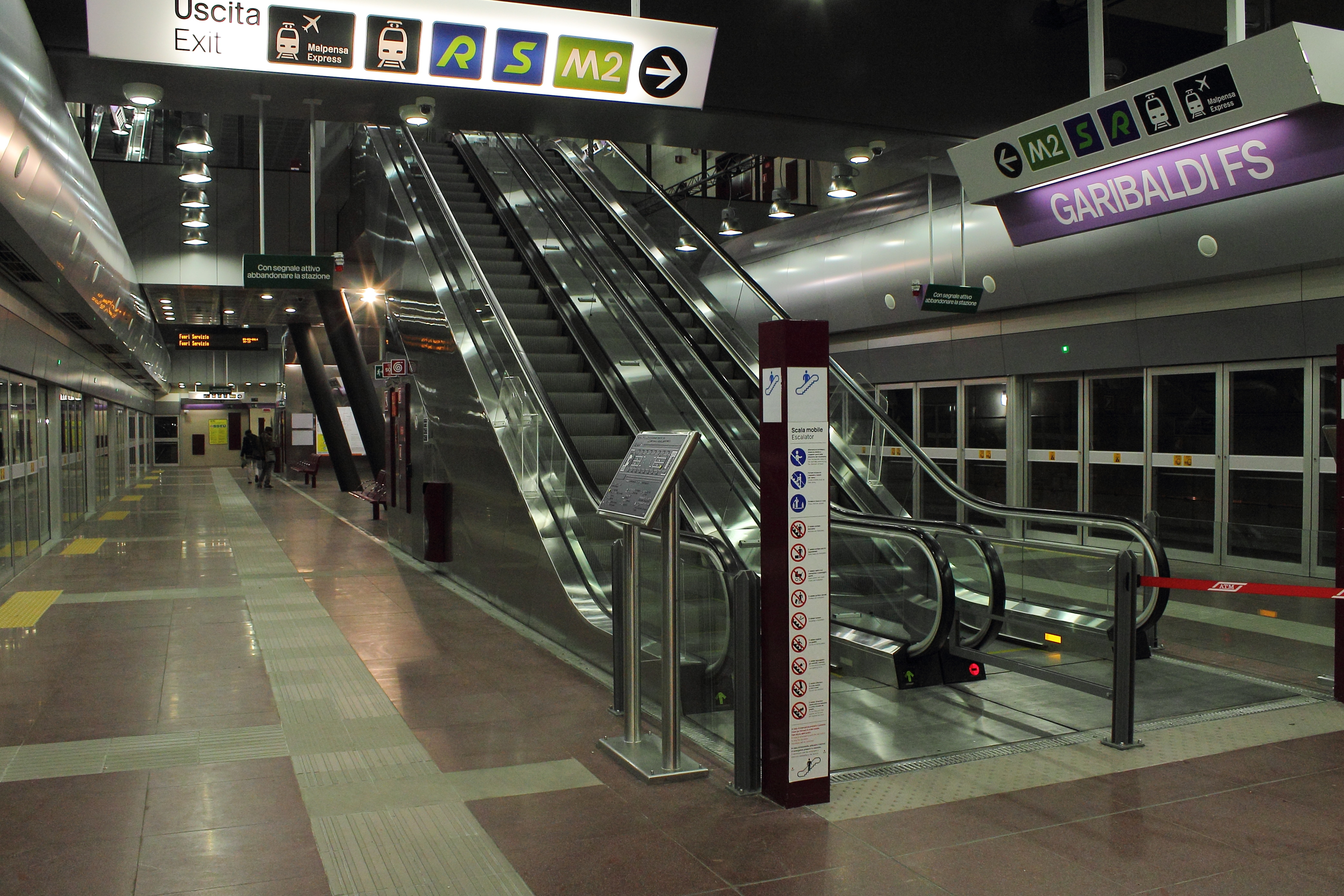
La stazione Garibaldi FS, linea M5

Il 20 febbraio 2011 viene aperta una seconda diramazione sulla linea M2. Il tracciato è in superficie e presenta due fermate, Assago Milanofiori Nord e Assago Milanofiori Forum. Il 26 marzo la linea M3 viene prolungata a nord fino a Comasina, con le tre stazioni intermedie di Dergano, Affori Centro e Affori FN.
Il 16 luglio 2012 sono iniziati i lavori per la nuova linea M4, sulla tratta Linate - Forlanini FS.
Il 26 settembre 2012 alle 9:45 due treni sono entrati in collisione nella stazione Gioia. Quaranta persone sono state portate in ospedale, nessuna delle quali in gravi condizioni.
Dopo una serie di slittamenti e dopo ben 23 anni dall'ultima nuova linea, il 10 febbraio 2013 è stata inaugurata la prima tratta della linea M5, lunga 4,1 km con 7 stazioni, i cui lavori erano iniziati il 16 luglio 2007. I lavori per la seconda tratta, da Zara a Garibaldi FS, erano iniziati sempre nel 2007, mentre quelli della terza tratta, da Garibaldi FS a San Siro Stadio, erano iniziati nel 2010. Il 1º marzo 2014 la linea 5 ha raggiunto la stazione di Garibaldi FS, mentre il 29 aprile 2015 ha raggiunto la stazione capolinea di San Siro Stadio, arrivando alla lunghezza definitiva di 12,9 km con altre 5 stazioni. Le altre stazioni mancanti del ramo Garibaldi-San Siro sono state inaugurate tra giugno e ottobre 2015, mentre la stazione di Tre Torri è stata inaugurata il 14 novembre 2015, portando a compimento la linea.
A novembre 2014 il comune di Milano, all'epoca amministrato dalla giunta del sindaco Giuliano Pisapia, ribadisce l'intenzione di proseguire con la costruzione della linea M4.
I lavori per la linea M4 nella tratta Forlanini FS - Dateo hanno inizio tra gennaio e febbraio 2015. Appurata l'impossibilità di completare anche solo una parte della M4 in tempo per l'Esposizione Universale di Milano, il comune decide di concentrare le risorse disponibili sul completamento della M5, limitando l'apertura dei cantieri della M4 alle tratte Linate - Tricolore e Parco Solari - San Cristoforo; questa decisione deriva non solo dalla volontà di non stravolgere il traffico nel centro cittadino durante l'Esposizione, ma anche dal fatto che lo scavo delle gallerie nella sezione centrale avviene con un tipo diverso di macchinari.
I lavori per la sezione centrale hanno inizio tra il 18 dicembre 2015 (San Babila) e il 1º marzo 2016 (Sforza Policlinico); lo scavo delle gallerie delle tratte est e ovest viene concluso nel 2018.

### Gli anni 2020 e la M4

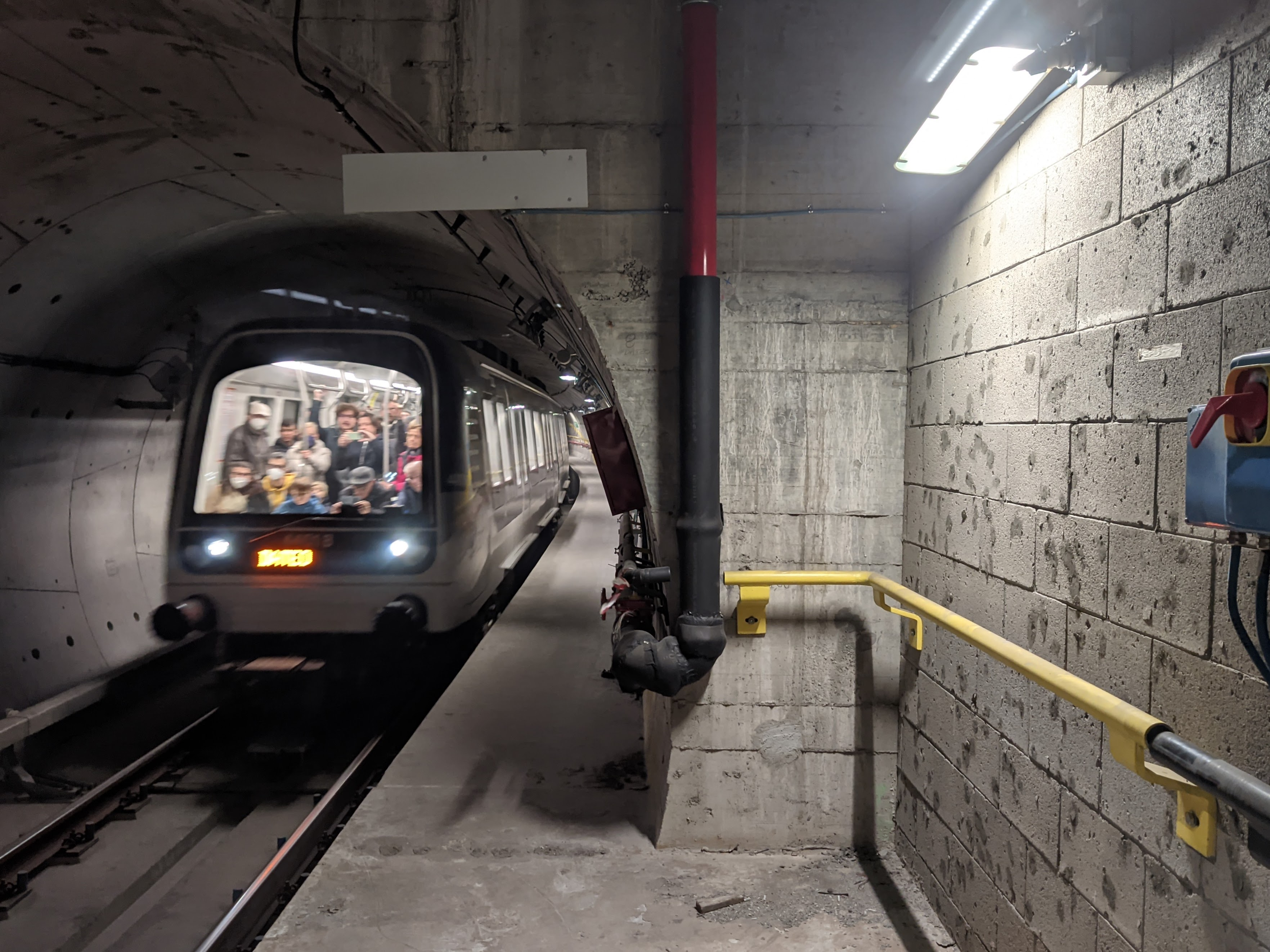
Un convoglio Metropolitana driverless Hitachi Rail Italy in arrivo alla stazione di Dateo, linea M4.

Dopo diversi slittamenti, in parte dovuti alla pandemia di COVID-19 e al conseguente calo del numero di passeggeri su tutti i servizi di trasporto pubblico italiani, il 26 novembre 2022 viene inaugurata la prima tratta della M4, tra le stazioni di Linate Aeroporto e Dateo.
Il 4 luglio 2023 viene reso operativo il prolungamento da Dateo a San Babila della M4, con la fermata intermedia Tricolore, che consente alla nuova linea di intersecarsi con la M1, collegandosi e collegando l'aeroporto cittadino al resto del sistema metropolitano.
Il 12 ottobre 2024 viene inaugurata la tratta ovest della linea M4, dalla stazione di San Babila sino alla stazione di San Cristoforo, completando la linea.

### Cronologia

Evoluzione della rete metropolitana

| Data              | Tratta o stazione                                                 | Linea |
| ----------------- | ----------------------------------------------------------------- | ----- |
| 1º novembre 1964  | Sesto Marelli - Lotto                                             |       |
| 2 aprile 1966     | Pagano - Gambara                                                  |       |
| 27 settembre 1969 | Caiazzo - Cascina Gobba                                           |       |
| 27 aprile 1970    | Caiazzo - Centrale FS                                             |       |
| 12 luglio 1971    | Centrale FS - Garibaldi FS                                        |       |
| 4 dicembre 1972   | Cascina Gobba - Gorgonzola                                        |       |
| 18 aprile 1975    | Gambara - Inganni                                                 |       |
| 8 novembre 1975   | Lotto - QT8                                                       |       |
| 3 marzo 1978      | Garibaldi FS - Cadorna FN                                         |       |
| 12 aprile 1980    | QT8 - San Leonardo                                                |       |
| 7 giugno 1981     | Cascina Gobba - Cologno Nord                                      |       |
| 30 ottobre 1983   | Cadorna FN - Porta Genova FS                                      |       |
| 13 aprile 1985    | Gorgonzola - Gessate e Porta Genova FS - Romolo                   |       |
| 28 settembre 1986 | San Leonardo - Molino Dorino e Sesto Marelli - Sesto 1º Maggio FS |       |
| 3 maggio 1990     | Centrale - Duomo                                                  |       |
| 16 dicembre 1990  | Duomo - Porta Romana                                              |       |
| 12 maggio 1991    | Centrale - Sondrio e Porta Romana - San Donato                    |       |
| 21 marzo 1992     | Inganni - Bisceglie                                               |       |
| 1º novembre 1994  | Romolo - Famagosta                                                |       |
| 16 dicembre 1995  | Sondrio - Zara                                                    |       |
| 8 dicembre 2003   | Zara - Maciachini                                                 |       |
| 17 marzo 2005     | Famagosta - Piazza Abbiategrasso                                  |       |
| 30 marzo 2005     | Molino Dorino - Rho Fieramilano                                   |       |
| 19 dicembre 2005  | Pero                                                              |       |
| 20 febbraio 2011  | Famagosta - Assago Milanofiori Forum                              |       |
| 26 marzo 2011     | Maciachini - Comasina                                             |       |
| 10 febbraio 2013  | Bignami - Zara                                                    |       |
| 1º marzo 2014     | Zara - Garibaldi FS                                               |       |
| 29 aprile 2015    | Garibaldi FS - San Siro Stadio                                    |       |
| 6 giugno 2015     | Portello                                                          |       |
| 20 giugno 2015    | Cenisio                                                           |       |
| 26 settembre 2015 | Gerusalemme                                                       |       |
| 11 ottobre 2015   | Monumentale                                                       |       |
| 14 novembre 2015  | Tre Torri                                                         |       |
| 26 novembre 2022  | Linate Aeroporto - Dateo                                          |       |
| 4 luglio 2023     | Dateo - San Babila                                                |       |
| 12 ottobre 2024   | San Babila - San Cristoforo                                       |       |

## Le linee

### Linea M1

Mappa della linea M1

La linea M1 collega la città da nord-est, con capolinea Sesto 1º Maggio FS nel comune di Sesto San Giovanni, a ovest, dividendosi in due diramazioni con capilinea Rho Fieramilano nel comune di Rho e Bisceglie nel comune di Milano. Il suo percorso è interamente sotterraneo.
La linea M1 è anche chiamata "la rossa" per via del colore con cui è disegnata nelle mappe. Il rosso è anche il colore principale utilizzato nella decorazione delle stazioni e dei treni.
Incrocia la linea M2 a Loreto e Cadorna FN, la linea M3 a Duomo, la linea M4 a San Babila e la linea M5 a Lotto. È l'unica delle cinque linee a possedere una stazione di interscambio con un'altra linea posta su una diramazione (Lotto si trova infatti sul ramo con capolinea Rho Fieramilano).
Presenta, inoltre, interscambi con quattro stazioni ferroviarie: Sesto San Giovanni (linee suburbane S7, S8, S9 e S11 e treni regionali), Milano Porta Venezia (linee suburbane S1, S2, S5, S6, S12, S13), Milano Cadorna (linee suburbane S3 e S4, Malpensa Express e treni regionali) e Rho Fiera (linee suburbane S5, S6 e S11, treni regionali, nazionali e internazionali).

### Linea M2

Mappa della linea M2

La linea M2 collega la città da nord-est, con capolinea Cologno Nord nel comune di Cologno Monzese e Gessate nell'omonimo comune, a sud, con capilinea Piazza Abbiategrasso e Assago Milanofiori Forum nel comune di Assago. È l'unica delle linee non interamente sotterranea, in quanto viaggia in superficie nei tratti Udine-Gessate/Cologno Nord e Famagosta-Assago Milanofiori Forum. In questi tratti la linea percorre tratti simili a quelli ferroviari, in trincea o a raso nei pressi delle fermate oppure sopraelevati, come nel tratto Cascina Gobba-Cologno Nord.
La linea M2 è anche chiamata "la verde" per via del colore con cui è disegnata nelle mappe. Il verde è anche il colore principale utilizzato nella decorazione delle stazioni e dei treni.
Incrocia la linea M1 a Loreto e Cadorna FN, la linea M3 a Centrale FS, la linea M4 a Sant'Ambrogio e la linea M5 a Garibaldi FS.
La linea è la più lunga delle cinque (nonché la più lunga linea di metropolitana italiana) ed anche quella che presenta il maggior numero di interscambi con stazioni ferroviarie, ben sei: Milano Lambrate (linea suburbana S9, treni regionali, nazionali e internazionali), Milano Centrale (Malpensa Express, treni regionali, nazionali e internazionali), Milano Porta Garibaldi (linee suburbane S1, S2, S5, S6, S7, S8, S11, S12 e S13, Malpensa Express, treni regionali, nazionali e internazionali), Milano Cadorna (linee suburbane S3, S4, Malpensa Express e treni regionali), Milano Porta Genova (treni regionali) e Milano Romolo (linea suburbana S9).

### Linea M3

Mappa della linea M3

La linea M3 collega la città da nord, con capolinea Comasina, a sud, con capolinea San Donato, al confine con San Donato Milanese. Il suo percorso è interamente sotterraneo, ad eccezione dei tratti di prova quali l'anello di prova del Deposito ATM di San Donato.
La linea M3 è anche chiamata "la gialla" per via del colore con cui è disegnata nelle mappe. Il giallo è anche il colore principale utilizzato nella decorazione delle stazioni e dei treni.
Incrocia la linea M1 a Duomo, la linea M2 a Centrale FS e la linea M5 a Zara; consente inoltre l'interscambio con la linea M4 a Missori tramite un breve tratto pedonale in superficie fino alla fermata di Sforza-Policlinico.
La linea presenta interscambi con cinque stazioni ferroviarie: Milano Affori (linee suburbane S2 e S4 e treni regionali), Milano Centrale (Malpensa Express, treni regionali, nazionali e internazionali), Milano Repubblica (linee suburbane S1, S2, S5, S6, S12, S13), Milano Porta Romana (linea suburbana S9) e Milano Rogoredo (linee suburbane S1, S2, S12, S13, treni regionali, nazionali e internazionali).

### Linea M4

Mappa della linea M4

La linea M4 collega la città da est, con capolinea Linate Aeroporto nel comune di Segrate, a ovest, con capolinea San Cristoforo.
La linea M4 è anche chiamata "la blu" per via del colore con cui è disegnata nelle mappe. Il blu è anche il colore principale utilizzato nella decorazione delle stazioni e dei treni.
Incrocia la linea M1 nella stazione di San Babila e la linea M2 nella stazione di Sant'Ambrogio, mentre l'interscambio con la linea M3 è possibile percorrendo un breve collegamento pedonale in superficie tra le fermate di Sforza Policlinico e Missori; non è previsto, invece, nessun interscambio con la linea M5, rendendo la M4 la prima delle linee metropolitane di Milano a non intersecarsi con tutte le altre esistenti all'epoca della sua realizzazione.
Oltre all'importante interscambio con l'aeroporto di Milano-Linate, la linea prevede interscambi con tre stazioni ferroviarie: Milano Forlanini (linee suburbane S5, S6 e S9), Milano Dateo (linee suburbane S1, S2, S5, S6, S12 e S13) e Milano San Cristoforo (linea suburbana S9 e treni regionali).
I lavori per la costruzione del tronco Linate Aeroporto–Stazione Forlanini sono iniziati il 19 luglio 2012, mentre quelli per la tratta Stazione Forlanini–Tricolore sono iniziati il 19 gennaio 2015. L'apertura del primo tratto è avvenuta nel novembre 2022, mentre il totale completamento il 12 ottobre 2024, a opera di un'associazione temporanea di imprese composta da Webuild (mandataria), Hitachi Rail, Mermec e Sirti spa.
Il costo complessivo dell'opera è pari a 1,8 miliardi di euro, di cui 958 milioni di euro dello Stato, 461 dei privati e 400 del comune di Milano.

### Linea M5

Mappa della linea M5

La linea M5 collega la città da nord, con capolinea Bignami, a ovest, con capolinea San Siro Stadio. È la prima linea metropolitana di Milano che non attraversa la Cerchia dei Bastioni e nemmeno il centro storico della città. Il suo percorso è interamente sotterraneo.
La linea 5 è anche chiamata "la lilla" per via del colore con la quale è riportata sulle mappe. Lo stesso è anche il colore principale utilizzato nella decorazione delle stazioni e dei treni.
Incrocia la linea M1 a Lotto, la linea M2 a Garibaldi FS e la linea M3 a Zara. Come già accennato, non prevede interconnessioni con la linea M4.
La linea è la più corta delle cinque e quella che presenta il minor numero di interscambi con stazioni ferroviarie, solamente due: Milano Porta Garibaldi (linee suburbane S1, S2, S5, S6, S7, S8, S11, S12 e S13, Malpensa Express, treni regionali, nazionali e internazionali) e Milano Domodossola (linee suburbane S3 e S4 e treni regionali).

## Servizio

### Titoli di viaggio
Per usufruire del servizio è necessario disporre dei titoli di viaggio STIBM (Sistema Tariffario Integrato del Bacino di Mobilità), i quali consentono, all'interno del loro arco di validità temporale, un numero illimitato di viaggi su tutta la rete metropolitana; il titolo di viaggio utilizzato va convalidato ai tornelli sia in ingresso che in uscita. Nello STIBM, i titoli di viaggio hanno prezzo crescente a seconda del numero di zone tariffarie contigue che consentono di attraversare e, all'interno di tali aree geografiche, sono validi su tutti i mezzi pubblici locali di tutti i gestori; la tariffa minima acquistabile è quella pari a tre zone (Mi1-Mi3), con validità di 90 minuti dalla convalida, per i viaggi che interessano solamente la città di Milano e/o i 21 comuni della zona confinante e quella pari a due zone, con validità di 75 minuti dalla convalida, per qualsiasi altro percorso. Il sistema tariffario STIBM è entrato in vigore nel 2019 sostituendo il vecchio sistema SITAM, molto meno flessibile (i cui titoli di viaggio, nell'arco temporale di validità, consentivano un solo viaggio in metropolitana).
Per possedere un abbonamento è necessario possedere una tessera elettronica, su cui è possibile caricare abbonamenti settimanali, mensili, annuali; anche in tipologie per studenti, per giovani e per anziani (senior); sulle tessere elettroniche è anche possibile caricare semplici biglietti o carnet, presso gli ATM point, online sul sito di ATM o ai distributori automatici presenti in ciascuna stazione.
Dal 1º febbraio 2011 sono utilizzabili anche i titoli di viaggio integrati "Io Viaggio Ovunque in Lombardia" - IVOL (dal biglietto giornaliero all'abbonamento annuale), validi su tutte le tratte della metropolitana milanese in quanto validi su tutti i mezzi pubblici locali della Regione Lombardia.
È possibile pagare i viaggi in metropolitana anche con le carte bancarie contactless, tramite i POS posti sui tornelli; avvicinando la carta al lettore in entrata, il sistema tiene traccia della stazione di ingresso e, quando poi si avvicina la stessa carta al lettore in uscita, calcola e accredita automaticamente la tariffa dovuta. In caso di più utilizzi durante la stessa giornata viene automaticamente accreditata la tariffa più conveniente, in base al numero di viaggi; nel caso in cui si avvicini la carta al lettore solo in ingresso o solo in uscita, il sistema rileva l'incongruenza e, come sanzione, accredita la massima tariffa esistente.
Il 9 gennaio 2023, a seguito della delibera dell'Agenzia TPL competente, il costo del titolo di viaggio singolo Mi1-Mi3 è stato aumentato di 20 centesimi, passando da 2 euro a 2,20 euro. Si tratta della prima modifica del costo del servizio da quando è stato adottato il sistema tariffario STIBM.
Dal 7 maggio 2024 i vecchi biglietti usa e getta stanno venendo sostituiti da nuovi biglietti ricaricabili in grado di contenere fino a 30 biglietti per lo stesso intervallo tariffario contemporaneamente, questi biglietti si chiamano "RicaricaMi" e si passano sui tornelli come se fossero tessere.

### Orari di apertura
Il servizio inizia alle ore 5:30/5:40 del mattino dal lunedì al sabato e alle 6:00 circa la domenica e termina intorno all'1:00. In casi eccezionali può estendersi fino alle 2:00 circa. Per quanto riguarda la M4, il servizio inizia tutti i giorni alle 6 e termina intorno alle 0:30. Dalla chiusura fino alla prima corsa del mattino, il servizio delle linee M1, M2, M3 e M4 viene coperto in superficie dai bus sostitutivi NM1, NM2, NM3 e NM4, con una corsa ogni 30 minuti.
Il servizio viene effettuato ininterrottamente con tale orario tutto l'anno, ad eccezione del 1º maggio e del 25 dicembre, in cui il servizio inizia alle 7:00 e termina alle 19:30 circa su tutte le linee.

### Frequenze
Le frequenze dei treni in orario di punta sono comprese tra 1 minuto e 3 minuti su tutte le linee; sulle diramazioni della linea 1 e della linea 2 la frequenza è dimezzata, andando dai 6 ai 20 minuti. In orari di morbida le frequenze sono ridotte, andando dai 3 ai 10 minuti. Nei mesi estivi le frequenze vengono ulteriormente ridotte.

### Rete notturna

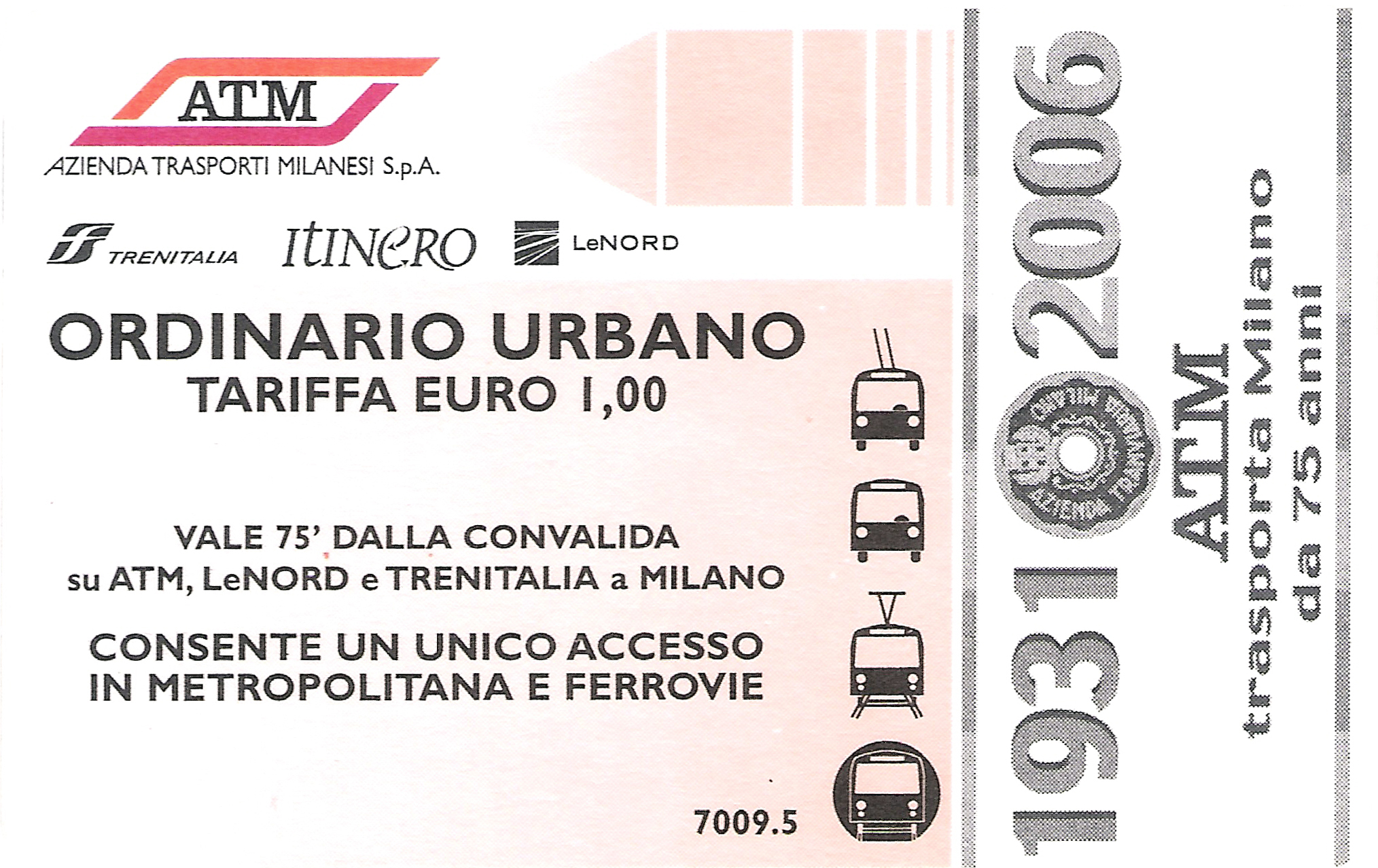
Biglietto magnetico ATM, in uso dal 2004 al 2011.

Dal 2012 è in servizio la rete sostitutiva di superficie notturna, che, dal 1º maggio 2015, copre il servizio tutte le notti nella fascia oraria in cui la metropolitana è chiusa. Il servizio è effettuato tramite autobus ed è articolato sulle linee M1, M2, M3 e M4:
- NM1 Q.re degli Olmi - Bisceglie - Cairoli
- NM1 Sesto FS - Molino Dorino

Le due linee notturne NM1 condividono il medesimo percorso passante per le fermate di Cadorna, Conciliazione e Pagano.
- NM2 Cascina Gobba - Piazza Abbiategrasso
- NM3 San Donato - Comasina
- NM4 Lorenteggio - Linate Aeroporto

Su queste linee valgono gli stessi titoli di viaggio utilizzabili per la metropolitana.
In futuro è prevista l'istituzione della linea notturna NM5 San Siro Stadio - Q.re Bicocca.

## Caratteristiche tecniche

### Scartamento
Lo scartamento dei binari è per tutte le linee quello ordinario di 1 435 millimetri. La circolazione dei treni avviene sul binario di destra in tutta la rete.

### Alimentazione
Tutte le linee sono alimentate elettricamente in corrente continua. Le linee 2 e 3 per fornire energia ai treni utilizzano linee aeree di contatto con tensione a 1 500 V. La linea 1 è alimentata tramite terza rotaia laterale a 750 V ed è dotata anche di una quarta rotaia centrale per il ritorno negativo dell'elettricità; nella tratta Pasteur - Sesto Marelli era presente anche la linea aerea, utilizzata per consentire ai treni delle linee 2 e 3 di raggiungere il deposito di Precotto, poi rimossa. Anche le linee 4 e 5 hanno un'alimentazione a terza rotaia a 750 V.

### Sistemi di segnalamento
| Linea                                         | Segnalamento                                                                      | Sistemi di Sicurezza                                 | Grado di automazione    |
| --------------------------------------------- | --------------------------------------------------------------------------------- | ---------------------------------------------------- | ----------------------- |
|                                               | Luminoso a 5 aspetti con circuiti di binario a correnti codificate - fino al 2011 | Ripetizione segnali in cabina con funzione ATS       | Manuale (GoA 1)         |
| Blocco radio CBTC (Alstom Urbalis) - dal 2011 | ATO (funzionamento regolare), ATP (condotta manuale)                              | Semi-Automatico (GoA 2)                              |                         |
|                                               | Luminoso a 5 aspetti con circuiti di binario a correnti codificate                | Ripetizione segnali in cabina con funzione ATS       | Manuale (GoA 1)         |
| Blocco radio CBTC (previsto dal 2024)         | ATO (funzionamento regolare), ATP (condotta manuale)                              | Semi-Automatico (GoA 2)                              |                         |
|                                               | Siemens LZB700                                                                    | ATO (funzionamento regolare), ATC (condotta manuale) | Semi-Automatico (GoA 2) |
| Blocco radio CBTC (da definire)               | ATO (funzionamento regolare), ATP (condotta manuale)                              | Semi-Automatico (GoA 2)                              |                         |
|                                               | Blocco radio CBTC (Ansaldo STS)                                                   | ATO                                                  | Driverless (GoA 4)      |
|                                               | Mini-Blocco DTG Ansaldo                                                           | ATO                                                  | Driverless (GoA 4)      |

### Informazioni per i passeggeri

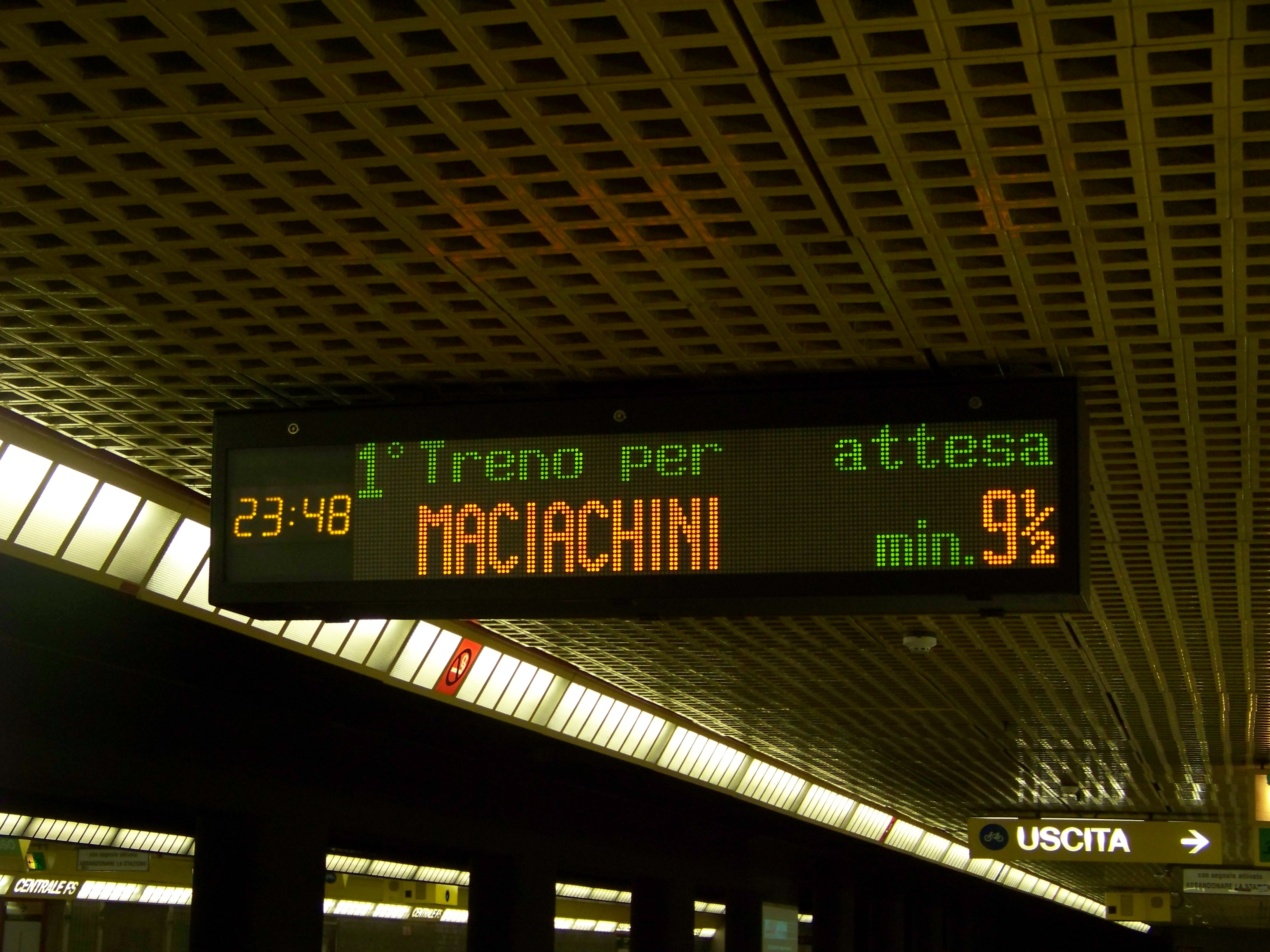
Uno schermo a LED che annuncia il tempo di attesa sulla linea M3

La segnaletica e l'allestimento della metropolitana, apparsi per la prima volta nella linea 1, costituiscono un'opera di comunicazione visiva famosa a livello internazionale, ripresa da molte altre metropolitane di tutto il mondo. Ha valso ai suoi realizzatori, Bob Noorda e Franco Albini, il premio Compasso d'oro nel 1964. Il logo segnaletico della rete metropolitana di Milano è quello standard delle metropolitane italiane, quadrato con la lettera M bianca su sfondo rosso.
Con il passare del tempo le stazioni sono state dotate di vari ausili di informazione, soprattutto elettronici. In tutte le stazioni sono presenti schermi a LED che mostrano, per i due treni in arrivo successivi, le destinazioni e il tempo di attesa del primo o di entrambi. In ogni stazione, una voce registrata pre-annuncia ogni treno in arrivo indicandone la destinazione; la stessa voce annuncia il nome della stazione e la destinazione ogni volta che un treno effettua fermata. Tutti i treni sono dotati di indicatori frontali e laterali che mostrano il nome della destinazione; i nuovi treni Meneghino e Leonardo sono dotati fin dall'entrata in servizio di schermi LCD e annunci vocali in italiano e in inglese, che a ogni fermata indicano il lato di apertura delle porte e visualizzano ed elencano gli interscambi possibili; gli annunci vocali, ma non i display, sono stati introdotti anche sui treni più vecchi rimasti in servizio. Sui treni delle linee 4 e 5 le informazioni a bordo treno sono fornite tramite pannelli a LED e annunci sonori e nelle stazioni, a ogni treno in arrivo, vengono annunciati la destinazione e il binario. Su tutte le linee la chiusura delle porte precedente alla partenza dei treni viene annunciata da un apposito segnale acustico; nelle linee 4 e 5 viene usato anche un avviso vocale che recita "Attenzione, chiusura porte".
Dal 2017, a seguito di alcune brusche frenate avvenute accidentalmente a causa di problemi tecnici, a bordo dei treni delle linee M1, M2 e M3 viene diffuso a intervalli regolari un annuncio che invita i passeggeri a reggersi agli appositi sostegni; altri annunci vengono usati per comunicare eventuali informazioni utili (ad esempio cantieri, chiusure o limitazioni di percorso sulle varie linee) oppure per invitare i passeggeri a non appoggiarsi alle porte e a posare a terra eventuali zaini allo scopo di liberare spazio se si viaggia in piedi.

### Copertura telefonica
Da fine 2007 sono incominciati i lavori per coprire le linee metropolitana con la rete UMTS; la copertura delle stazioni è stata completata nel dicembre 2009.
All'inizio del 2008 è partita la copertura HSDPA. La tecnologia utilizzata è la RF over fiber. Gli operatori che hanno partecipato alla copertura sono TIM, Vodafone, Wind e 3. All'agosto 2009 erano 40 le stazioni coperte dalla rete HSDPA mentre dal 21 dicembre 2009 è stata raggiunta la percentuale del 100% della copertura cellulare su tutte le linee e con tutti gli operatori telefonici. Gli operatori TIM, Vodafone e Wind Tre coprono attualmente tutte le gallerie delle metropolitane anche con la tecnologia 4G LTE. È stato annunciato che la linea M5 fornirà agli utenti la connettività 5G entro il prossimo futuro.
La linea M4 è la prima e unica in italia, e tra le prime in Europa, interamente coperta in 5G.

## Progetti futuri
Nell'aprile 2022 viene confermato dal Ministero delle infrastrutture e della mobilità sostenibili un finanziamento di 732 milioni di euro a favore dell'estensione della rete metropolitana milanese. In particolare sono finanziati i prolungamenti della M1 fino a Baggio e della M4 fino a Segrate, mentre vengono finanziati gli studi di fattibilità per il prolungamento della M3 fino a Paullo e per la costruzione della nuova M6.

### Prolungamenti
| Linea                                                  | Tratta o stazione                               | Stato                                           | Inaugurazione prevista | Lunghezza   | Stazioni |
| ------------------------------------------------------ | ----------------------------------------------- | ----------------------------------------------- | ---------------------- | ----------- | -------- |
|                                                        | Sesto 1º Maggio FS - Monza Bettola              | in costruzione                                  | 2029                   | 1,9 km      | 2        |
| Bisceglie - Baggio                                     | in costruzione (inizio lavori: 2025)            | 2032                                            | 3,5 km                 | 3           |          |
|                                                        | Cologno Nord - Vimercate                        | in progettazione                                | —                      | 9,7 km      | 6        |
| Assago Milanofiori Forum - Rozzano/Opera Alta Velocità | allo studio                                     | —                                               | da definire            | da definire |          |
|                                                        | San Donato - Peschiera Borromeo                 | in progettazione                                | —                      | 4,4 km      | 2        |
| Comasina - Paderno Dugnano                             | allo studio                                     | —                                               | 4 km                   | 2           |          |
|                                                        | Linate Aeroporto - Segrate                      | in progettazione (inizio previsto lavori: 2026) | 2031                   | 2,5 km      | 2        |
| San Cristoforo - Buccinasco                            | in progettazione (inizio previsto lavori: 2027) | 2032                                            | 1,5 km                 | 1           |          |
|                                                        | Bignami - Polo Istituzionale di Monza           | in progettazione (inizio previsto lavori: 2026) | 2033                   | 13,2 km     | 11       |
| San Siro Stadio - Settimo Milanese                     | allo studio                                     | —                                               | 4,5 km                 | da definire |          |

#### Linea M1
Dal 2012 sono in corso i lavori di prolungamento della M1 verso nord con una tratta di circa due chilometri e due nuove stazioni: Sesto Restellone e Monza Bettola. I lavori sono stati caratterizzati da un andamento a singhiozzo, in quanto numerosi problemi burocratici hanno causato varie battute d'arresto e ripartenze. Al marzo 2023, la conclusione dei lavori era prevista per il 2026. A novembre 2023 sono ripartiti i lavori sulla fermata di Bettola (la più arretrata) con ulteriori 18 mesi di ritardo e apertura prevista per l'estate 2027 per una durata totale del cantiere di 16 anni. A maggio 2024, durante una seduta della V Commissione Territorio, infrastrutture e mobilità di Regione Lombardia, a seguito dei ritardi e dell'aumento dei costi, in particolare per le opere accessorie, l'orizzonte temporale si è attestato al 2029.
Il 12 dicembre 2020 è stato confermato il progetto di fattibilità di 3 nuove fermate anche a sud-ovest, oltre Bisceglie: Parri-Valsesia, Baggio e Olmi. Il progetto viene finanziato nell'aprile del 2022 dal Ministero delle infrastrutture e della mobilità sostenibili a un costo di 180 milioni di euro. Il bando di gara, pubblicato nel maggio 2024, ha attestazione temporale al 2030 e un costo di 433 milioni di euro.

#### Linea M2
Nonostante vari annunci, non è mai stato completato il progetto definitivo del prolungamento in direzione nord-est, da Cologno Nord a Vimercate, con fermate intermedie a Brugherio, Carugate, Agrate Colleoni, Concorezzo e Vimercate Torri Bianche.
Nel febbraio 2009 era stato realizzato uno studio di fattibilità per il prolungamento est Gessate - Cascina Pignone (nel comune di Inzago), con un'estensione di circa 1200 m. Nel settembre 2010 era stato avviato lo studio di fattibilità per il prolungamento Gessate - Trezzo sull'Adda. Le fermate previste erano quattro: Cascina Pignone, Basiano, Trezzano Rosa, Trezzo sull'Adda. Gli studi preliminari erano stati finanziati quello stesso anno dalla Fondazione Cariplo, insieme a una promessa di contributi da parte della Provincia di Milano. A seguito degli studi di fattibilità economica è risultato che l'afflusso previsto di passeggeri, per quanto consistente, non avrebbe giustificato un'infrastruttura con dimensioni e difficoltà costruttive come quelle della M2: l'alternativa preferita al 2021 prevede una linea di autobus su corsia preferenziale.
È allo studio dal 2002 l'apertura di una nuova fermata nel comune di Cernusco sul Naviglio sulla diramazione per Gessate: denominata Melghera, sarebbe situata tra le fermate di Cascina Burrona e Cernusco sul Naviglio. Questa fermata figurava già nei progetti originari delle linee celeri dell'Adda (dove si chiamava Cascina Molinetto).
Ulteriori proposte riguardano prolungamenti oltre Assago Milanofiori Forum verso Rozzano.

#### Linea M3
Secondo Metropolitana Milanese S.P.A., è in fase di completamento il progetto definitivo del prolungamento verso sud-est che collegherebbe San Donato a Paullo. Il progetto prevedeva sei fermate denominate San Donato Est, Peschiera Centro, Peschiera Est, Pantigliate Mediglia, Caleppio Cerca, Paullo Centro e Paullo Est, ma nel 2015 non ottenne la necessaria autorizzazione dal CIPE. Nel 2020 la Città metropolitana di Milano ha riproposto il progetto, limitato a Peschiera Borromeo, da finanziarsi col fondo europeo Recovery Fund. Nell'aprile 2022 viene disposto dal Ministero delle infrastrutture e della mobilità sostenibili un finanziamento iniziale di 5,5 milioni di euro per lo studio di fattibilità.
Nel 2025 è stato deciso di prolungare la metropolitana fino a Peschiera Borromeo.
È allo studio un ulteriore prolungamento verso nord da Comasina a Paderno Dugnano, con 2 nuove fermate.

#### Linea M4
A giugno 2019 è iniziato uno studio di fattibilità per il prolungamento a est della linea M4 oltre l'aeroporto di Linate, interscambiando con la stazione FS del comune di Segrate e raggiungendo il futuro centro commerciale di proprietà Westfield Corporation e Gruppo Percassi. Verrebbe costruita inoltre una fermata intermedia nei pressi dell'idroscalo di Milano per collegare alla linea anche i quartieri segratesi di Novegro e Tregarezzo. Nell'aprile 2022 il Ministero delle infrastrutture e della mobilità sostenibili ha finanziato il prolungamento per un totale di 420 milioni di euro.
I comuni di Corsico e Buccinasco, inoltre, hanno chiesto che la linea sia prolungata in superficie anche in senso opposto, in direzione sud-ovest, dal capolinea di San Cristoforo fino ai loro territori sfruttando i binari del deposito di Ronchetto sul Naviglio. Nonostante i costi ridotti e la fattibilità tecnico-economica dell'opera, gli emendamenti proposti nel 2023 sono stati bocciati dal Consiglio regionale della Lombardia.

#### Linea M5
Secondo la società Metropolitana Milanese sono in fase di progettazione prolungamenti in entrambe le direzioni: il primo a ovest, da San Siro a Settimo Milanese, con la previsione di quattro nuove fermate, il secondo a nord, da Bignami a Monza Bettola (interscambio con la futura stazione M1), con la previsione di quattro nuove fermate. Proseguendo oltre Bettola, sorgerebbero altre 7 fermate nel territorio comunale di Monza. I lavori, a causa di ritardi e aumenti di costi, dovrebbero iniziare nel 2026 e concludersi nel 2033, due anni in ritardo sulle precedenti previsioni.
È stato anche completato uno studio di fattibilità per un eventuale sbinamento della linea da Bignami, realizzando la tratta Bignami - Bresso con 5 nuove fermate, anche se l'analisi costi/benefici ha messo in dubbio l'effettiva sostenibilità dell'opera. È previsto anche che, in futuro, sia attivata la linea sostitutiva notturna NM5 (la linea M5 è attualmente l'unica a non avere una linea di autobus sostitutiva nelle ore notturne).

### Eventuale nuova linea M6
| Linea | Tratta                             | Stato       | Inaugurazione prevista | Lunghezza | Stazioni |
| ----- | ---------------------------------- | ----------- | ---------------------- | --------- | -------- |
|       | Ponte Lambro / Nolo - Merlata-MIND | allo studio | -                      | -         | -        |

La linea M6, contrassegnata inizialmente dal colore arancione e in via definitiva dal colore rosa, nei piani originali avrebbe dovuto collegare la periferia nord-ovest di Milano a quella sud-est passando per il centro della città. La tratta iniziale prevedeva i capolinea nelle fermate di Certosa e Tibaldi. Secondo il Piano Urbano della Mobilità Sostenibile, il progetto più conforme alle necessità cittadine prevedeva l’attraversamento del centro storico e un interscambio con la stazione Cadorna FN, con in più possibili ulteriori interscambi con tutte le linee metropolitane già esistenti. L'interscambio con la M5 era previsto presso la stazione Domodossola FN e quello con le linee M1 e M2 presso Cadorna FN, che sarebbe quindi diventata la prima ed unica stazione della rete a essere servita da tre linee; per la linea M3 l’interscambio sarebbe stato probabilmente realizzato a Rogoredo FS.
Nonostante sia presente nel PUMS dal 2010, i lavori non sono mai iniziati. L'apertura, inizialmente prevista per il 2030, non potrà quindi rispettare tale scadenza. Secondo l’analisi costi-benefici, la costruzione dell’intera linea, comprese le diramazioni sopra indicate, avrebbe un costo superiore ai 3 miliardi di euro a valori 2019.
Nell'aprile 2022 il Ministero delle infrastrutture e della mobilità sostenibili, all'epoca guidato dal ministro Enrico Giovannini, ha finanziato con 4,5 milioni di euro uno studio di fattibilità per la linea M6 su un tracciato diverso da quello individuato in precedenza, concentrato nella zona meridionale della città e avente come capolinea Ponte Lambro e il quartiere Barona, con interscambio con la M3 presso la stazione di Lodi TIBB e con la M2 presso la stazione di Piazza Abbiategrasso.
Nel maggio 2023 il sindaco di Milano Giuseppe Sala ha dichiarato che nelle intenzioni dell'amministrazione, la sesta linea sarebbe stata l'ultima da costruirsi entro un prossimo futuro. Contestualmente, l'assessore alla Mobilità Arianna Censi ha affermato che il percorso della linea è ancora da definirsi, con la proposta che essa funga da completamento della Circle line ferroviaria, la cui apertura è prevista per il 2030, percorrendo in senso longitudinale la zona ovest di Milano, al momento non servita da mezzi su binari.
Tra le principali ipotesi presentate in occasione dell'evento Milano cresce Milano aiuta del 14 ottobre 2022, organizzato con l'intervento del sindaco Sala, degli assessori comunali e dei rappresentanti della Città Metropolitana, figura anche quella di far risalire il percorso verso nord, fino a realizzare la connessione con le fermate Frattini (M4), Bande Nere (M1), Segesta (M5) e QT8 (M1), e dunque permettere il collegamento a ovest di quattro linee della metropolitana.